# Tello de Guzmán y Toledo

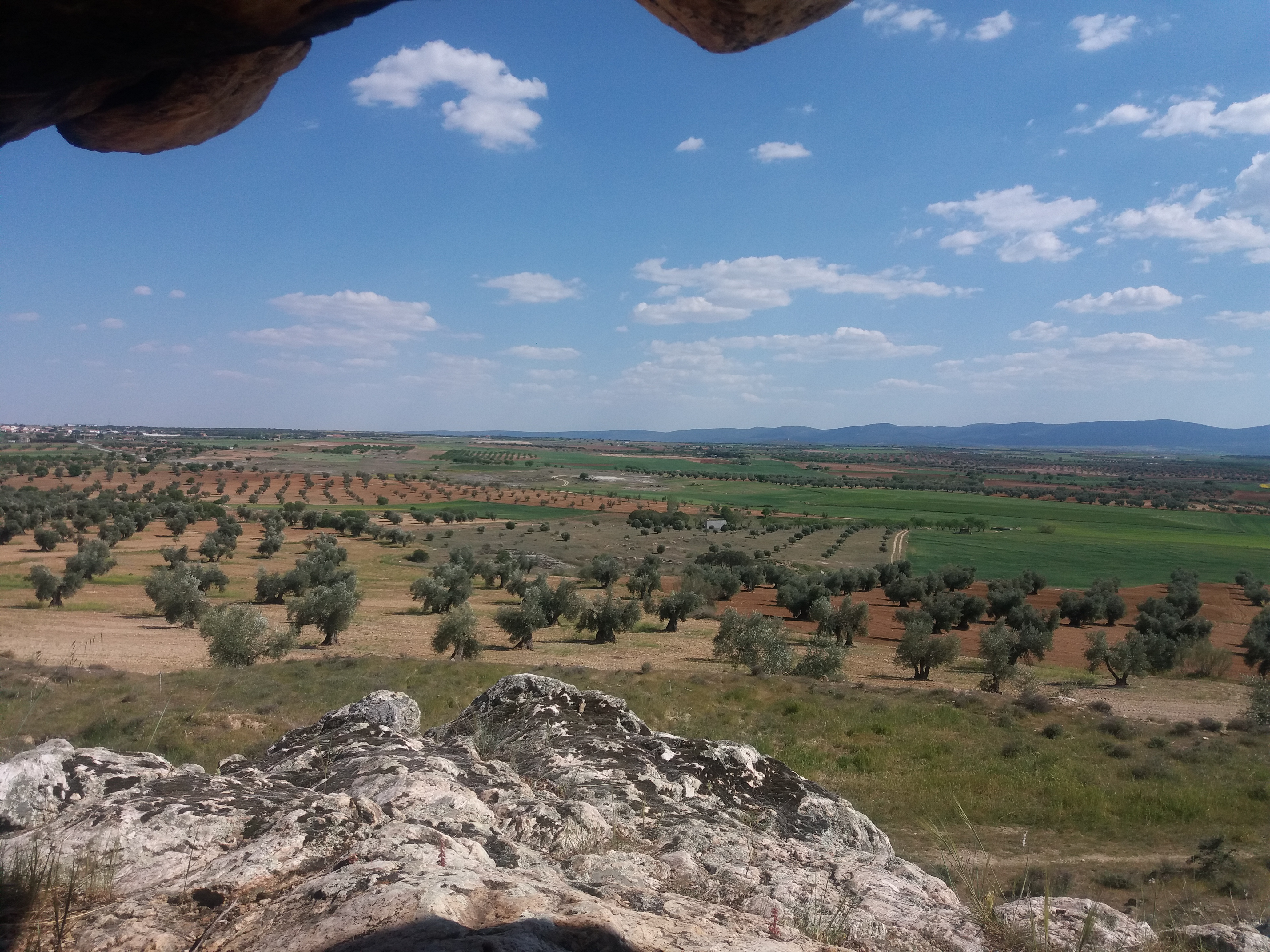
Vista campestre desde Mazarambroz, cerca de donde se encontraba la dehesa y poblado de Villaverde, señorío del que Tello fue II conde.

Tello de Guzmán y Toledo, II conde de Villaverde fue un noble español.

## Biografía
Fue fruto del matrimonio formado por Lope de Guzmán y Portocarrero y  Francisca Niño de Guevara (o Francisca de Guevara). Por parte de padre, pertenecía a una ilustre familia bien relacionada en Toledo. Por parte de su madre, era de otra familia toledana y sobrino carnal del cardenal Fernando Niño de Guevara, arzobispo de Sevilla entre 1601 y 1609. Tuvo cuatro hermanos:
- Juan de Guzmán, caballero de la Orden de Santiago.[2]
- Luis de Guzmán, que pasó a Indias en 1600 desde Sevilla.[3]
- Rodrigo Niño, importante predicador jesuita que desarrolló importantes cargos en la orden.
- Francisca Portocarrero, casada con Francisco de Rojas y Guevara, I conde de Mora; con descendencia.

En abril de 1599, acompañó a Francisco de Sandoval, por entonces marqués de Denia y privado de Felipe III, a dar la bienvenida a la esposa del monarca, Margarita de Austria, recién llegada a Valencia. En las cortes de Cataluña celebradas en junio de ese año con motivo de la estancia de Felipe III en esa ciudad, Tello sería solicitador en estas cortes.

En 1602, su padre sería nombrado conde de Villaverde por Felipe III. El año siguiente, Tello tendría un papel en la desgracia que afectó a su tía abuela, la cortesana Magdalena de Guzmán, marquesa del Valle. Serían el hermano de la marquesa (y tío abuelo de Tello) y el propio Tello, los encargados de escoltarla a la salida del Alcázar de Madrid acompañándola a la casa que en Toledo tenía el padre de Tello, Lope de Guzmán. En este momento debió de ser hecho preso, dedicándole una poesía a este hecho el conde de Villamediana:
Á Tello de Guzmán en ocasión de ponerle preso.

¡Oh Marqués! Por vida mía
Que está bien preso el Guzmán;
Digo el Tello, aquel Adán De la vil descortesía.
Si á su casi señoría Con noble y terrible exceso
Queréis hacerle el proceso,
Dilatadlo, buen Marqués,
Hasta que sea cortés...
¡ Para que siempre esté preso!
Hacia 1614 fue nombrado mayordomo del príncipe Felipe (futuro Felipe IV).
En 1620 la Cámara de Castilla autorizó la cesión del título de conde de Villaverde ostentado por su padre, a Tello.
Se sabe que Góngora le guardaba una cierta enemistad, así en 1619 el momento de la muerte de su yerno fulminado por un rayo, escribió Góngora en carta a  Alonso Fernandez de Córdoba-Figueroa (1570-1621), I marqués de Celada lo siguiente:
Aquí se ha sentido la muerte de don Miguel de Guzmán, por ser de enfermedad que no entienden los médicos: murió de un rayo
[...] 
Huélgome en cuanto a Tello
Desde antes de 1612, fue gentilhombre de boca de Felipe III. Tras la muerte de este último, el 4 de mayo de 1622, volvió a jurar como gentilhombre de boca del nuevo rey Felipe IV.
Además se relaciona con este hecho el soneto burlesco del cordobés que empieza con Tonante monseñor.

## Matrimonio y descendencia
Tello contrajo primeras nupcias con Francisca Portocarrero, sin descendencia; y en segundas con Ana María de Zúñiga, hija de Pedro de Zúñiga, II marqués de Aguilafuente, y de Ana Ana Enríquez de Cabrera. Tuvo una hija de este segundo matrimonio, Magdalena Francisca de Guzmán y Guevara que sería III condesa de Villaverde.
La hija de Tello contraería ventajosos matrimonios que emparentaron a su linaje con grandes de España:
- Casó en primeras nupcias con Miguel de Guzmán, hermano de Alonso Pérez de Guzmán y Silva, VIII duque de Medina Sidonia, que murió joven fulminado por un rayo.[15][13]
- En segundas nupcias, el 4 de enero de 1622, con Diego Pimentel,[15] caballero de la Orden de Alcántara y comendador de Mayorga en la orden; hijo de Juan Alonso Pimentel y Enríquez de Herrera, V duque de Benavente, etc. y de su segunda esposa, Mencía de Zúñiga Mendoza y Requesens, viuda del III marqués de los Vélez.
- En terceras nupcias, con el hermano de su primer marido, Miguel Gerónimo Pérez de Guzmán, caballero de Calatrava.[16]

## Títulos y órdenes

### Títulos
- II conde de Villaverde (1620-¿?)

### Órdenes
- Orden de Calatrava.
  - Comendador de las Casas de Plasencia.
  - Caballero.

## Nota
1. ↑  Además fueron solicitadores: Juan Manuel de Mendoza y Luna, II marqués de Montes Claros y Alonso de Muriel, secretario del rey; siendo tratadores de ellas en nombre del rey: Lorenzo Suárez de Figueroa y Dorner, II duque de Feria; Francisco de Sandoval, I marqués de Denia y Diego de Covarrubias y Sanz, vicecanciller de Aragón.
2. ↑  Villamediana le dedicaría también una estrofa de su composición satírica de actualidad: ¡Vita bona! ¡Vita bona! ¡La chacona! ¡La chacona! :

[...] 

Un necio en obras y en talle

Quiero agraviar con verdad,
Y para su vanidad
Lo mejor es no nombralle.
— Salid, mozas, á la calle,
Si es que queréis conocello
Al gentil hombre de Tello,
Varón digno de chacona.
¡ Vita bona!

[...]